# Зехниха (Новгородская область)
Зехниха — опустевшая деревня в Солецком районе Новгородской области.

## География
Находится в западной части Новгородской области на расстоянии приблизительно 23 км на юго-восток по прямой от районного центра города Сольцы.

## История
На карте 1847 года была обозначена как Старая и Новая Зехниха. В 1909 году здесь (деревня Старорусского уезда Новгородской губернии) было учтено 29 дворов. До 2020 года входила в состав Выбитского сельского поселения.

## Население
Численность населения: 138 человек (1909 год), 1 (русские 100 %) в 2002 году, 0 в 2010.